# Fritz Werner Werkzeugmaschinen
Die Fritz Werner Werkzeugmaschinen AG war eine Maschinen- und Werkzeugfabrik in Berlin-Marienfelde. Eine Nachfolgefirma, die Werner GmbH, wurde Anfang 1996 insolvent und abgewickelt. Unter der Firma Fritz Werner, Geisenheim wurden weltweit Produktionsanlagen für Feuerwaffen und Munition hergestellt. Schließlich ging der Betriebsteil Fritz Werner Geisenheim in der MAN Ferrostaal Group auf.

## Geschichte

### Gründung und Anfänge im Ersten Weltkrieg

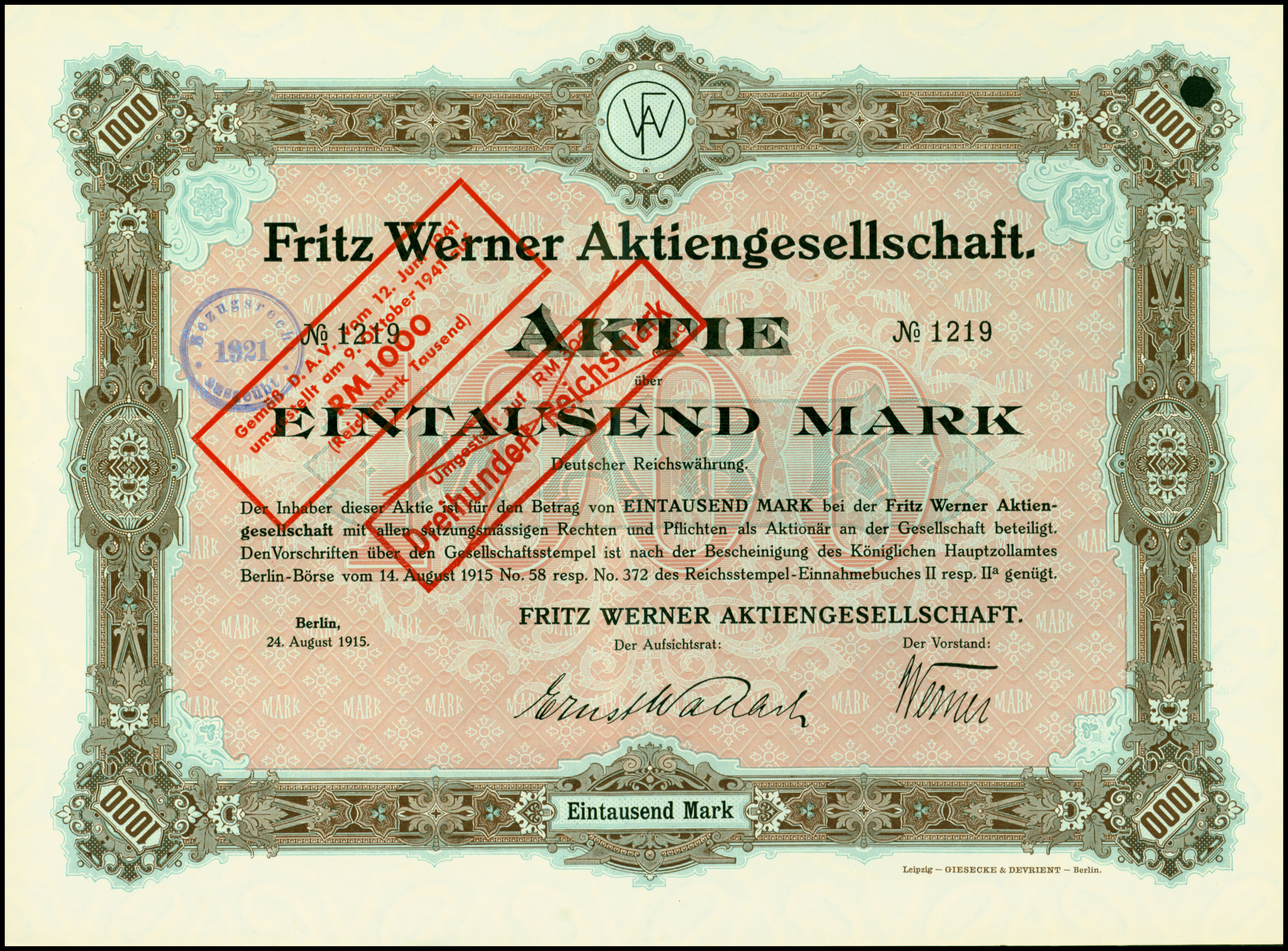
Aktie über 1000 Mark der Fritz Werner AG vom 24. August 1915

Am 1. April 1896 wurde die Fritz Werner Maschinen- und Werkzeugfabrik von Friedrich Karl Werner gegründet. Im Unternehmen wurden hochwertige Werkzeugmaschinen entwickelt, gefertigt und vertrieben. Die Produktpalette wurde vor allem auf die Fertigungstechnologie des Fräsens ausgerichtet. Unter der Patenschaft des Waffen- und Munitionsbeschaffungsamtes des Deutschen Reiches im Ersten Weltkrieg wurde die Offene Handelsgesellschaft am 12. August 1915 in eine Aktiengesellschaft umgewandelt. In den 1920er Jahren wurden wesentliche Fortschritte bei der Fertigung von Werkzeugmaschinen im Unternehmen gemacht. 1923 rüstete Fritz Werner die Waffenfabrik Solothurn in der Schweiz aus.

### Rüstungsproduktion und Zweiter Weltkrieg
In der Aufrüstungsphase vor dem Zweiten Weltkrieg hatte die Fritz Werner AG 1936 über 3000 Beschäftigte. 1938 wurde eine Patronenfabrik für das portugiesische Kriegsministerium geliefert. Solange noch Frieden herrschte, wurden Werkzeugmaschinen zur Waffenproduktion hergestellt, während des Krieges dann auch Waffen selbst mit dem Abnahmeprägestempel „crv“ des Heereswaffenamtes für das Werk II. Für die Kriegsproduktion setzte die Fritz Werner AG in Berlin Zwangsarbeiter aus einem Lager an der Daimler-/Ecke Benzstraße ein. Dieses hatte unterirdische Zellen entlang eines Ganges unter der Daimlerstraße, in die „Auffällige“ eingesperrt wurden. In Berlin-Buckow waren ab 1944 auf den damals noch unbebauten Flächen an der Marienfelder Chaussee weitere Barackenlager aufgestellt.

### Wiederaufbau und Nachkriegsgeschichte

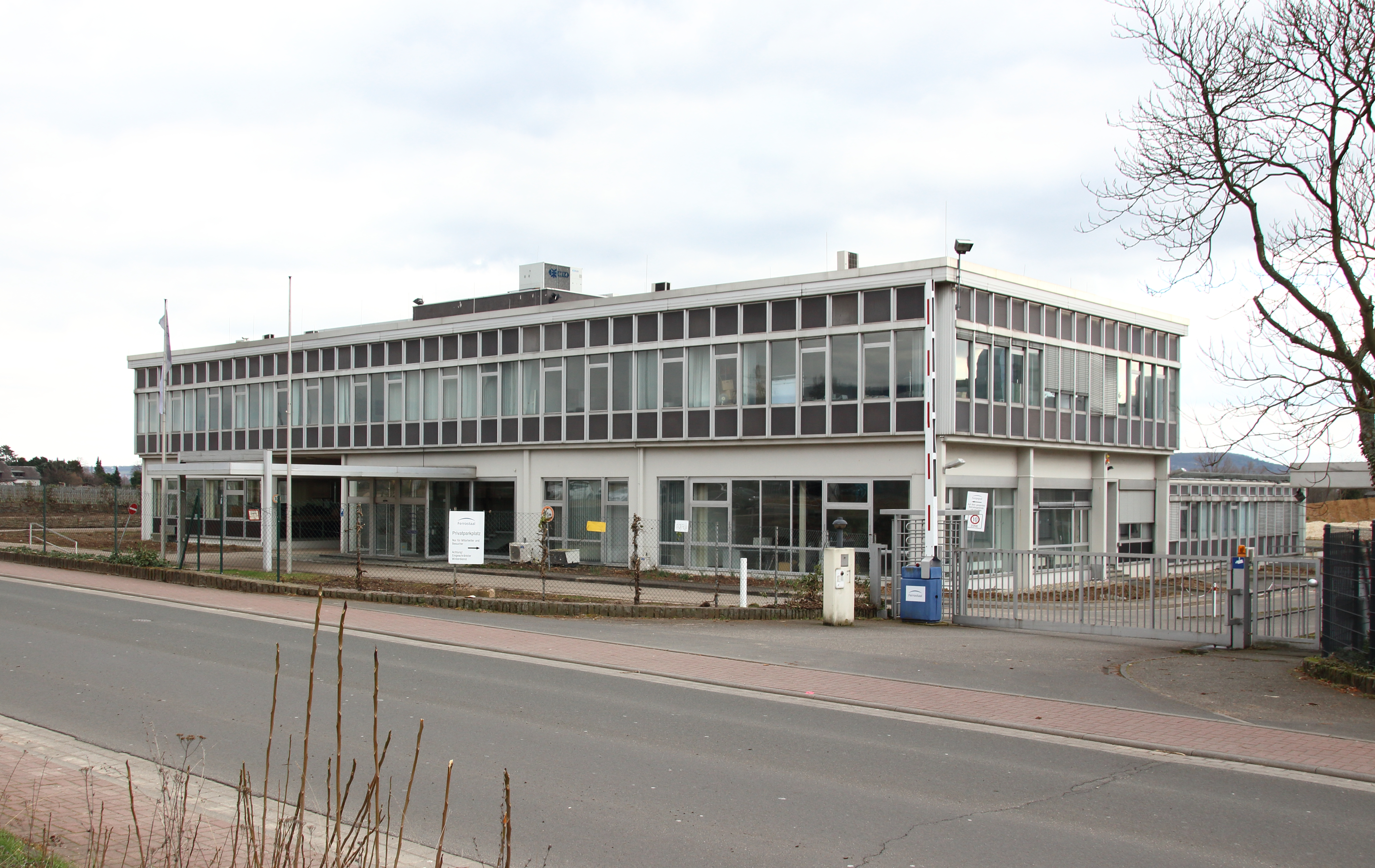
Verwaltungsgebäude in Geisenheim

Die Werkhallen wurden im Zweiten Weltkrieg stark beschädigt, jedoch bereits kurz nach Kriegsende wieder aufgebaut. Fräs- und Schleifmaschinen wurden bald wieder in größeren Stückzahlen gefertigt.
Zu Beginn der 1950er Jahre expandierte die Firma stark und engagierte sich im Ausland.
1965 wurde die Werner GmbH Westberlin gegründet, um mit Finanzierung der Bundesrepublik Deutschland und des Senats von Berlin den drohenden Konkurs des Berliner Maschinenbaus abzuwenden. Sie wurde 1966 zusammen mit anderen West-Berliner Firmen wie Alkett, Borsig, Schwartzkopff und Typograph (Linotype-Setzmaschine) auf Veranlassung des Bundesschatzministeriums in die Deutsche Industrieanlagen Gesellschaft mbH (DIAG) eingegliedert. Diese Gesellschaft war zu 90 % in Bundesbesitz. Ende der 1960er Jahre wurde das Schloss Reichartshausen am Rhein als Repräsentanz der DIAG gewählt.
Am 14. Februar 1969 besuchte der britische Premierminister Harold Wilson die Werner Werkzeugmaschinen GmbH in Marienfelde. 1976 wurde das Programm der Transfer-Center von der Firma Burr in Ludwigsburg übernommen. Hieraus entstand die TC-Baureihe, die in den folgenden Jahren weiterentwickelt und ausgebaut wurde.

### Zweigwerke im Ausland
Burma

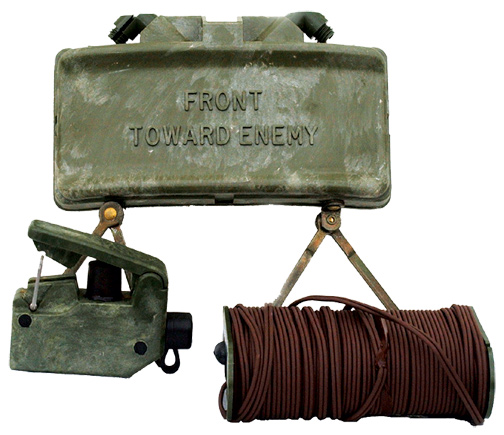
Teile der M18A1 Claymore

Das Unternehmen Fritz Werner arbeitete seit 1953 in Burma und betrieb seit 1957 eine Waffenfabrik im Land. Vertreter des Unternehmens Fritz Werner hatten sich im Laufe der Jahre einen sehr engen Kontakt zur obersten Führung der Militärjunta aufgebaut, und es entwickelten sich freundschaftliche Beziehungen zwischen dem damaligen Diktator Ne Win und Fritz Werner. Ne Win ließ 1971 auf dem Gelände von Schloss Reichartshausen eine Kopie der Eingangshalle des königlichen Palastes von Mandalay errichten. Damals lag die Waffenfabrik Fritz Werner noch in den Außenbezirken von Rangoon, später wurde sie ins Arakan-Joma-Gebirge nahe der Grenze zu Bangladesch verlagert. Diese Gegend ist bis heute für Ausländer gesperrt. In Rangoon begann Fritz Werner mit Unterstützung des Waffenherstellers Heckler & Koch mit der Produktion von HK G3 Gewehren, 7,62 mm und 9 mm Munition und einer Reihe von Explosivwaffen wie Claymore Minen und Mörsergranaten bis 81 mm in Großserien.
Die Myanmar Fritz Werner Industries Co. Ltd. ist heute Teil der MAN Ferrostaal Group.
Sudan
Kurz nachdem der Sudan zum 1. Januar 1956 in die Unabhängigkeit entlassen worden war, begann im Südsudan ein Sezessionskrieg (bis 1972, ein zweiter Bürgerkrieg von 1983 bis 2005). 1959 errichtete Fritz Werner bei Khartum mit deutschen Steuergeldern eine Munitionsfabrik, die von ihr auch nach dem Abbruch der diplomatischen Beziehungen 1965 bis um das Jahr 2000 (?) beliefert wurde.
Nigeria
Die deutsch-nigerianische Zusammenarbeit begann kurz nach der nigerianischen Unabhängigkeit (1. Oktober 1960). Fritz Werner wurde 1963 von der Defence Industries Corporation of Nigeria (DICON) beauftragt, eine Kleinfeuerwaffen- und Munitionsfabrik in der Stadt Kaduna im Norden Nigerias zu errichten. Fritz Werner erstellte eine Anlage zur Produktion von Beretta BM59 Gewehren, einem Lizenzbau des M1 Garand, in den Kalibern 7,62 und 9 mm. Die Britische Botschaft in Lagos berichtete nach London, dass die Manager aus Geisenheim ausgiebig Provisionen an die Entscheidungsträger in der nigerianischen Regierung zahlten. Die Fritz-Werner-Generaldirektion der Produktionsstätte in Nigeria erwarb auch G3-Bausätze über Interarms von Samuel Cummings.
Fritz Werner wurde mit dem Unterhalt der Dornierflugzeuge der nigerianischen Luftwaffe durch die Bundesregierung beauftragt. Ende 1967 bewilligte das Auswärtige Amt der Fritz Werner und ihrem Wettbewerber, der Dynamit Nobel, einem Unternehmen von Friedrich Karl Flick, je eine Lieferung von 3 Millionen Schuss Kaliber 7,62 mm an Nigeria. Als es 1968 den Verkauf weiterer 3 Millionen Schuss untersagte, führte Fritz Werner den Handel über ein drittes Land aus. 1976 erteilte DICON einen Folgeauftrag an Fritz Werner mit dem Inhalt, die Gewehr- und Munitionsfabrik zu modernisieren und für die Produktion des Nigerian Rifle (NR) zu konfektionieren. Das Auswärtige Amt stimmte zu, obwohl Heckler & Koch einwandte, dass es sich dabei um einen nicht lizenzierten Nachbau des G3 gehandelt habe. Der Fritz Werner gelang es, die Diplomaten davon zu überzeugen, dass das NR auf einem anderen Gewehrtyp basierte. Das sollte offenbar das FN FAL des belgischen Herstellers FN Herstal gewesen sein. Nach dem Kleinwaffenexperten Edward Clinton Ezell erwarb DICON die Lizenzrechte 1977. Er berichtete, dass die Techniker von Fritz Werner den größten Teil der 1980er Jahre in Kaduna tätig geblieben sind. US-Amerikaner berichteten, dass die Anlage ihre volle Kapazität mit 15.000 FAL pro Jahr 1987 erreichte und die Produktion des Beretta-BM59-Gewehres fortgesetzt wurde.
Griechenland
In Griechenland war Fritz Werner durch die Firma MAN Fahrzeugbau vertreten.
Iran
Für den Iran erstellte Fritz Werner eine Produktionsanlage für die HK MP5. Das Werk befand sich in der Hauptstadt Teheran.
Argentinien
In Rosario rüstete Fritz Werner die Fabrica Militar de Armas Portatiles »Domingo Matheu« (FMAP »DM«) aus.
Türkei
Im Juni 2000 (damals regierte die Regierung Schröder I) billigte der Bundessicherheitsrat den Export einer Munitionsfertigungsanlage für Gewehrmunition des Kalibers 5,56 mm in die Türkei. Der Vertragswert betrug 90 Millionen DM.
Mexiko
Im Juni 2006 eröffnete MAN Ferrostaal in Santiago de Querétaro eine Produktionsanlage. Den HK-G36-Nachbau, die FX-05 Xiuhcoatl, stellt in Mexiko die Dirección General de Industria Militar del Ejército in Serienfertigung her. Anfangs wurden die GAFE damit ausgerüstet.

### Fusion und Umstrukturierung
1984 entstand aus der Zusammenlegung der DIAG-Werke Fritz Werner, Berlin, und Hermann Kolb, Köln, die Werner und Kolb Werkzeugmaschinen GmbH, Berlin.
1986 beschäftigte Werner und Kolb wieder ca. 800 Mitarbeiter, davon 600 im Stammwerk Berlin. Der Jahresumsatz lag in diesem Jahr bei circa 180 Mio. DM. 1988 wurden die ehemaligen Werks- und Bürogebäude an die Daimler-Benz AG verkauft und das in direkter Nachbarschaft neu errichtete Werk bezogen. Das neue Werk umfasste zwei Werkhallen mit circa 16.000 m² auf einem Gesamtareal von ca. 45.000 m².
1992 kam die Firma zum Autania-Konzern.
1993 übernahm die Werner GmbH Westberlin die Niles-Industrie GmbH. Zusammen beschäftigten die beiden Unternehmen knapp 900 Mitarbeiter. Die Belegschaften an beiden Standorten wurden jedoch bis Ende 1994 auf rund 600 Beschäftigte verkleinert.
1995 fusionierten beide Unternehmen zu Fritz Werner & Niles Werkzeugmaschinen.
1996 wurde zum 100-jährigen Firmenjubiläum das Insolvenzverfahren eröffnet. Die Werner GmbH Westberlin wurde abgewickelt, und die Burkhardt + Weber GmbH Werkzeugmaschinen Reutlingen übernahm die Produktion der Bearbeitungszentren. Aus dem technischen Vertrieb entstand die TWW World Wide Metal-Technologie Consulting and Transfer GmbH. Das Service- und Ersatzteilgeschäft für die Fritz Werner Maschinen wurde durch die A&B MAP GmbH übernommen, die im Juli 2006 jedoch ebenfalls Insolvenz anmeldete.
Mit Wirkung vom 1. Januar 2002 führte die Ferrostaal-Gruppe ihre Tochtergesellschaften Fritz Werner Industrie-Ausrüstungen GmbH, MAN Ferrostaal Oil & Gas GmbH sowie die DIAG Deutsche Industrieanlagen Gesellschaft mbH in die MAN Ferrostaal Industrieanlagen GmbH mit Sitz in Geisenheim zusammen.
Im Jahr 2008 erwarb die Service Zentrale Berlin Bearbeitungszentren GmbH das ausschließliche Nutzungsrecht an allen Zeichnungen, Konstruktionsrechten und sonstigen Rechten der TC1.. bis TC3.. von der ehemaligen Fritz Werner Werkzeugmaschinen AG.

## Außenpolitik und Kritik an der Auslandsarbeit
Die Fritz Werner GmbH baut eine Munitionsfabrik für die Türkei – ihr Chef sieht keinen großen Unterschied zu Nähmaschinen.

„Die »Fritz Werner Industrieausrüstungen GmbH« ist ein prosperierendes mittelständisches Unternehmen aus Hessen. Vor mehr als hundert Jahren vom gleichnamigen Maschinenbauer in Berlin gegründet, ist die Firma heute in einer Weinberg-Landschaft nahe dem Rheingau-Städtchen Geisenheim angesiedelt.
Hier erwirtschaften 350 feste Mitarbeiter für die »Ferrostaal«-Tochter jährlich etwa 350 Millionen Mark. »Weltweite Erstellung schlüsselfertiger Produktionsanlagen« lautet ihr Auftrag. Damit ist etwa der Bau einer Nähmaschinenfabrik in Iran gemeint, oder die Errichtung einer Ammoniak-Anlage in Algerien. Politisch interessanter ist natürlich ein 90-Millionen-Mark-Vorhaben in der Türkei. Mit Partnern aus Frankreich und Belgien soll »Fritz Werner« dort im nächsten Jahr eine Munitionsfabrik bauen.
Während Außenminister Joschka Fischer und Grünen-Fraktionschef Rezzo Schlauch hinter der Entscheidung stehen, regt sich Widerstand in der erst spät informierten Partei.
Bei Amnesty International spricht der Leiter des Arbeitskreises »Rüstung, Wirtschaft und Menschenrechte«, Mathias John, von einem »Skandal«: Der Vorgang beweise, dass »die Regierung bei Waffengeschäften keine Parlamentarische Kontrolle wünscht. Betriebsgeheimnisse gelten hier mehr als Menschenrechte«, sagt er.
»Fritz-Werner«-Chef Werner Schoeltzke wiederum findet die Debatte »völlig übertrieben«. Für ihn sei eine Waffen- ebenso wie eine Nähmaschinenfabrik vor allem ein »rein mechanisches Produkt«. Außerdem gehöre die Türkei zur Nato – »da kann man doch nicht mit zweierlei Maß messen.« Einheitliche Handfeuermunition sei eben wichtig für die militärische »Interchangeability«: Lieber ein Nato-Kaliber für alle, als viele Kaliber für wenige.
Weil Schoeltzkes Unternehmen nach eigenen Angaben »nur 10 bis 15 Prozent« mit Rüstung verdient, hebt der Geschäftsführer schließlich die andere, friedlichere Seite seiner Firma hervor: In Russland mache man gerade aus einer Militärfabrik eine Fahrrad-Firma und in Ägypten wandele man eine Panzerfabrik in eine Produktionsstätte für Turbinengehäuse um.
Und dann wäre da noch der Bau einer Unfallklinik in Russland, sowie Krankenhausplanungen in der Karibik und in Marokko. Für einen Unternehmer wie ihn sind auch das »rein mechanische Produkte«, die sich rechnen müssen.“

### Personen
- Detlev Jansen (Manager)
- Ludovic Biemar (Manager)
- Hanns Arnt Vogels (Manager)
- Karl Heinz Muth (Prokurist)